# Bumblebee (DC Comics)
Para los Transformers, vea Bumblebee (Transformers).
Bumblebee (Karen Beecher-Duncan) es un personaje ficticio que existe en el universo compartido principal de DC Comics. Es miembro de los Jóvenes Titanes (Teen Titans) y miembro actual de la Patrulla Condenada (Doom Patrol). Apareciendo por primera vez en Teen Titans # 45 (diciembre de 1976), Karen adoptó la identidad de Bumblebee tres números más tarde. Históricamente, Bumblebee ha sido considerada a veces como la primera superheroína negra de DC Comics, aunque esta distinción se concede también a Nubia, la hermana gemela de la Mujer Maravilla (y una luchadora contra el crimen disfrazada menos tradicional que Bumblebee) que debutó en 1973.

## Historial de publicaciones
Karen Beecher apareció por primera vez en Teen Titans # 45 y fue creada por el escritor Bob Rozakis y el artista Irv Novick. Su alias Bumblebee apareció por primera vez en Teen Titans # 48.

## Historia del personaje

### Teen Titans
La científica Karen Beecher fue la novia de Mal Duncan (conocido como el superhéroe Heraldo). Para ayudar a Heraldo a ser aceptado como uno de los buenos delante del equipo Titan, Beecher se hizo en secreto un supertraje de abeja y atacó a los Jóvenes Titanes. Ella escapó sin revelar esta artimaña.
Cuando les explicó después a Mal y a los Titanes lo que había hecho, ellos se impresionaron al punto de ofrecele una miembresía la cual ella aceptó. Como consecuencia ella y Mal se mudaron a la nueva torre de los Titanes Oeste, después de haberse reubicado a San Francisco. Cuando el equipo de los Titanes se disolvió durante un tiempo, Karen y Mal se casaron y se "retiraron" de la vida superheroica. Karen tomó un trabajo en S.T.A.R. Labs, donde diseña armamento no letal.
Ellos de vez en cuando han vuelto a luchar contra el crimen ayudando al equipo, el más notable durante un reavivamiento efímero de los Titanes Oeste y la Liga de la Justicia/Titanes evento que reunió a todos los involucrados con el equipo. Siguiendo a esto, Mal y Karen brevemente se unieron en la última encarnación de los Titanes Oeste (ahora llamados Titanes L.A.), pero esta encarnación del equipo nunca se formalizó realmente.
Varios años después, Mal y Karen regresaron brevemente a la acción como parte de un equipo de más de dos docenas de Titanes pasados y presentes que fueron llamados para detener a un Doctor Luz.

### Crisis InfinitayUn Año Después
Bumblebee y su marido están entre los héroes reclutados por Donna Troy ayudando a prevenir la venida de la Crisis Infinita que amenazaba la existencia del universo. Después de una batalla en el espacio, la mayoría de los héroes quedaron atrapados por el Rayo Zeta que Adam Strange estaba esperando usar para teleportar a los héroes de la brecha en el espacio. Debido a las interacciones del rayo con la propia brecha, el Rayo Zeta alteró la fisiología de Bumblebee, mientras transfería la masa de su cuerpo al de Chica Halcón. Esto dejó aproximadamente de seis pulgadas a Bumblebee de la altura y a Chica Halcón de 25 pies alto.
En Teen Titans (vol. 3) N.º 34, Bumblebee muestra que se unió a la Patrulla Condenada en el último año junto con su marido (ahora conocido como Vox) y Chico Bestia. Ella debe tomar ahora medicina desarrollada por el líder de la Patrulla Condenada Niles Caulder para impedir que su corazón tenga un paro cardíaco, debido a su diminuta forma.
Así como Chico Bestia, ella se parece a su contraparte de la serie animada tanto en el traje como en el estilo de peinado.
En Birds of Prey (Aves de Presa) N.º 100, Karen (junto con las otras heroínas del Universo DC) han sido avisadas por Barbara Gordon y les pidió unirse a la lista extendida del nuevo equipo. Si ella aceptó o no es desconocido, pero la carta de Oracle notó ese número de miembros en las nuevas Aves de Presa no afectaría el número de miembros en otro equipo, para que su posición actual en la Patrulla Condenada esté segura por ahora.
Karen se volvió miembro de la Patrulla Condenada. Debido a los esfuerzos médicos del Dr. Caulder, ha crecido hasta una altura de siete pulgadas y puede vivir en una casa de muñecas.
A partir de Doom Patrol vol. 5 #1, Karen ahora es una divorciada. En el número 18, Karen se reincorporó al equipo después de meses de inactividad debido a su divorcio de Malcolm. Ahora luciendo un traje nuevo y un peinado de colmena, Karen volvió al servicio activo justo a tiempo para una confrontación con los Seis Secretos, que habían venido a la casa del equipo de Oolong Island para reclamarla en nombre de un señor del crimen adolescente. En la batalla que siguió, Bumblebee desaparece inexplicablemente después de una breve pelea con Bane, mientras que sus compañeros de equipo finalmente luchan contra los Seis hasta un empate. Mientras los miembros de Seis Secretos están siendo deportados a la fuerza de Oolong, Elasti-Girl detiene a Rag Doll y lo obliga a vaciar sus bolsillos, donde se encuentra a Karen atada con la boca cerrada con cinta adhesiva. Ragdoll devuelve a regañadientes a Bumblebee a sus compañeros de equipo, diciéndoles que quería quedársela como un "recuerdo".
Tras la disolución de la Patrulla Condenada, Bumblebee aparece como uno de los antiguos titanes que llega a la Torre de los Titanes para repeler a Superboy Prime y Legión del Mal.

### DC Renacimiento
En la continuidad de DC Rebirth, Karen es la esposa embarazada de Mal Duncan. Más tarde revela que tiene el poder de disparar ráfagas de energía de sus manos, lo que resulta útil durante la batalla de los antiguos Jóvenes Titanes con Mister Twister. Al final de la pelea, se pone de parto y finalmente da a luz a una hija.
Finalmente, Mal lleva a Karen a Meta Solutions para evaluar sus poderes, ya que fue la misma compañía que le quitó sus poderes. A diferencia de su esposo, a Karen le gustan sus superpoderes y quiere encontrar una forma de controlarlos. Sin que ellos lo sepan, Meta Solutions está dirigida por Psimon y los Fearsome Five, de lo que Mal se da cuenta después de ver a Mammoth en el vestíbulo. Aunque los Cinco Temibles afirman haber cambiado, los Titanes investigan su cuartel general y son atacados. Karen se viste con un traje especial diseñado para ella por Meta Solutions y descubre que tiene la capacidad de volar y encogerse. Ella logra rescatar a los Titanes, pero Psimon logra quitarle los recuerdos de Mal y su hijo. Ella decide quedarse con los Titanes como Bumblebee hasta que recupere sus recuerdos para disgusto de Mal. Eventualmente los recupera cuando los Titanes luchan contra H.I.V.E. y la contraparte malvada del futuro alternativo de Donna Troy, Troia. Ella deja de ser una súper heroína después de que la Liga de la Justicia disuelve a los Titanes para estar con su familia.

## Poderes y habilidades
- Cambio de tamaño al de un insecto.
- Fuerza derivada de su traje.
- Posee 2 armas a distancia marcadas con una "B", estas armas arrojan descargas estáticas amarillas con una gran potencia.
- Puede volar gracias al efecto de las alas de abeja que tiene.
- Agilidad, resistencia y pensamiento lógico y avanzado.

## Otras versiones
- Una versión para niños pequeños de Bumblebee aparece como uno de los protagonistas de la serie Tiny Titans para todas las edades. Aquí, ella es retratada como la novia de Plasmus, quien es representada más como un gigante gentil que como un villano absoluto.
- Bumblebee aparece como parte de la lista Titanes del Este de Cyborg en la historia de Titans Tomorrow. A diferencia de su encarnación canónica, esta versión de Bumblebee aún conservaba su supertraje y su altura normal.

## Apariciones en otros medios

### Televisión
- Bumblebee aparece en la serie animada Jóvenes Titanes, con la voz de T'Keyah Keymah, como una segura, experimentada y arrogante estudiante de H.I.V.E. que realmente era una agente secreto quien, por Aqualad, se había infiltrado con facilidad para aprender sus motivos y secretos. Ella había estado siguiendo la huella de H.I.V.E desde antes que Cyborg se infiltrara como Stone. Bumblebee pudo resistirse al control mental del Hermano Sangre la primera vez. "¡No hay un hombre vivo qué puede decirme qué hacer!" le explicó a Cyborg. Sus habilidades como estudiante de H.I.V.E. la hizo de confianza para el Hermano Sangre pero se asombró al saber que ella también era una espía cuando ayudaba a Cyborg para detener el último plan del Hermano Sangre.
 Sangre escapó a Ciudad Acero donde fue perseguido por Bumblebee y Aqualad. Mientras se encontraba allí, Bumblebee y Aqualad formaron a los Titanes Oeste con Speedy y Más y Menos. Cyborg la siguió pronto y ayudó al equipo a construir su torre, pero Sangre entró con sus nuevas copias de Cyborg y atacó a los Titanes Oeste quien los puso bajo su control mental para atacar y capturar a Cyborg pues Sangre quiso examinarlo. Cyborg luchó contra Sangre y le ganó, liberando a los Titanes Este. Él decidió regresar con los Titanes Oeste y Bumblebee fue designada como la nuevo líder de Titanes Este.
 También, junto con los miembros de los Titanes Este, ella observó sobre la Torre de los Titanes a Jump City, derrotando a André Le Blanc, sin ningún problema. Mientras, luchando contra Control Loco, la obligó a que detuviera un carro de tranvía permaneciendo en su estatura pequeña.
Bumblebee predominó al luchar contra Punk Rocket y Angel en el capítulo "Llamando a todos los Titanes". Ella fue rescatada de algún modo por Starfire y se unió el ataque de los Titanes en la guarida de la Hermandad del Mal.
- Bumblebee ha hecho apariciones en los Teen Titans Go! el cómic basado en la serie animada (N.º 20, 25, 29 y 39). Ella también aparece en el número 39 y, al igual que en los cómics tradicionales, se enamora de Herald, aunque esto está condicionado por las acciones de Larry, que se muestran demasiado entusiastas al jugar a Cupid for the Titans.
- Bumblebee ha hecho algunos cameos que no hablan en Teen Titans Go!, apareciendo en un flashback en el episodio "Starliar" en la fiesta de baile de los Titans East, en un globo en "Two Bumblebees and a Wasp", y con el resto de los Titans East en un restaurante durante "Yearbook Madness", donde Robin le pregunta para firmar su anuario. En el episodio, "Piratas del bosque", se convirtió en un sexto titán y es interpretada por Ozioma Akagha.
- Karen Beecher aparece en el episodio "Objetivos" de Young Justice, con la voz de Masasa Moyo. Ella aparece como una estudiante normal de secundaria. Ella es la jefa del equipo de porristas llamado "The Bumblebees" en referencia a su personaje de superhéroe de cómic encarnación. En el episodio 18, "Secretos", hay una fiesta de Halloween con muchos camafeos disfrazados; Una de las cuales es Karen disfrazada de abejorro. Ella también parece estar en una relación con Mal Duncan. En "Feliz Año Nuevo", Karen se convirtió oficialmente en Bumblebee y se unió al equipo en algún momento dentro de la brecha de cinco años entre las temporadas uno y dos. Ahora es la protegida y asistente de laboratorio de Ray Palmer, el átomo. En Young Justice: Outsiders, ella ha dejado el equipo y actualmente está embarazada. Karen y Mal luego visitan a Conner y M'gann para el Día de Acción de Gracias.
- Bumblebee es un personaje principal en la serie de televisión DC Super Hero Girls, con la voz de Kimberly Brooks. En esta versión, ella puede ser muy tímida y nerviosa. Cuando tiene que hacerlo, es valiente, heroica y no lo intentará, pero lo hará para salvar el día.

### Película
- Una versión del universo alternativo de Karen Beecher hace una breve aparición en Liga de la Justicia: Dioses y monstruos, con la voz de Kari Wahlgren. Es una científica que forma parte del "Proyecto Juego Limpio" de Luthor, una contingencia de programa de armas para destruir la Liga de la Justicia si es necesario. Karen es vista en su casa discutiendo el proyecto con los otros científicos involucrados (que incluyen a Will Magnus, John Henry Irons, Michael Holt, Pat Dugan, Kimiyo Hoshi, Emil Hamilton, Thomas Morrow y Stephen Shin) antes de que sean atacados y asesinados por los Hombres de Metal. Se escondió debajo de la mesa de billar hasta que Batdroid envió su espada a través de ella. Will Magnus sobrevivió mientras orquestaba secretamente el ataque.
- Bumblebee aparece en Teen Titans: The Judas Contract, expresado nuevamente por Masasa Moyo. Ella es vista como un miembro de los Teen Titans originales junto con Speedy, Kid Flash, Beast Boy y Robin.
- Bumblebee hace un cameo en Teen Titans Go! to the Movies.
- Bumblebee tiene un papel no hablante en Justice League Dark: Apokolips War. En un flashback, ella estaba entre los Titanes que fueron asesinados por los Paradooms de Darkseid.
- Bumblebee aparece en Teen Titans Go! & DC Super Hero Girls: Mayhem in the Multiverse, nuevamente con la voz de Kimberly Brooks.

### Videojuegos
- Bumblebee aparece como un personaje desbloqueable en el juego de la consola Teen Titans, expresada nuevamente por T'Keyah Crystal Keymáh.
- Bumblebee es una jefa en Superman Returns. Esta versión está acompañada por una "colmena" de clones y actúa como un villano sin ninguna explicación de por qué.
- Bumblebee aparece como un personaje jugable en Young Justice: Legacy, con la voz de Masasa Moyo.
- Bumblebee aparecerá en DC Super Hero Girls: Teen Power.[12]

### Serie web
- Bumblebee aparece en la serie web DC Super Hero Girls, con la voz de Teala Dunn. Ella es una estudiante de Super Hero High. Hasbro ha buscado bloquear muñecas basadas en esta serie.[13] La disputa legal ya ha sido resuelta.[14]

## Curiosidades
- Janet Van Dyne es su contrapartida en el universo Marvel.